# Nederlandse kampioenschappen schaatsen afstanden 2018 - 1000 meter vrouwen
De 1000 meter vrouwen op de Nederlandse kampioenschappen schaatsen afstanden 2018 werd gereden op zondag 29 oktober 2017 in ijsstadion Thialf te Heerenveen. 
Titelverdedigster was Jorien ter Mors, die voor de derde maal de gouden medaille pakte.

## Uitslag
| #      | Schaatser             | tijd    |
| ------ | --------------------- | ------- |
| Goud   | Jorien ter Mors       | 1.15,94 |
| Zilver | Marrit Leenstra       | 1.16,18 |
| Brons  | Ireen Wüst            | 1.16,50 |
| 4      | Lotte van Beek        | 1.16,59 |
| 5      | Sanneke de Neeling    | 1.16,80 |
| 6      | Sanne van der Schaar  | 1.16,94 |
| 7      | Joy Beune             | 1.16,97 |
| 8      | Suzanne Schulting     | 1.17,02 |
| 9      | Anice Das             | 1.17,48 |
| 10     | Jutta Leerdam         | 1.17,69 |
| 11     | Roxanne van Hemert    | 1.17,74 |
| 12     | Manouk van Tol        | 1.17,75 |
| 13     | Letitia de Jong       | 1.17,78 |
| 14     | Janine Smit           | 1.18,19 |
| 15     | Elisa Dul             | 1.18,28 |
| 16     | Floor van den Brandt  | 1.18,34 |
| 17     | Leeyen Harteveld      | 1.18,04 |
| 18     | Femke Beuling         | 1.19,35 |
| 19     | Helga Drost           | 1.19,68 |
| 20     | Esther Kiel           | 1.19,77 |
| 21     | Isabelle van Elst     | 1.19,84 |
| 22     | Natasja Roest         | 1.20,39 |
| 23     | Danouk Bannink        | 1.21,62 |
| 24     | Rachelle van de Griek | 1.22,09 |

Uitslag
1987 · 
1988 · 
1989 · 
1990 · 
1991 · 
1992 · 
1993 · 
1994 · 
1995 · 
1996 · 
1997 · 
1998 · 
1999 · 
2000 · 
2001 · 
2002 · 
2003 · 
2004 · 
2005 · 
2006 · 
2007 · 
2008 · 
2009 · 
2010 · 
2011 · 
2012 · 
2013 · 
2014 · 
2015 · 
2016 · 
2017 · 
2018 · 
2019 · 
2020 · 
2021 · 
2022 · 
2023 · 
2024 · 
2025